# Ауде-Маасье
Ауде-Маасье (нидерл. Oude Maasje, «Маленький старый Маас») — бывшее русло реки Маас, в настоящее время проходящее параллельно каналу Бергсе-Маас.

## История
Исторически основное русло Мааса шло от Хёсдена к реке Амер, и далее — в эстуарий Холландс-Дип. Впоследствии оно заилилось, и в 1904 году параллельно ему был сооружён канал Бергсе-Маас (получивший название от имени города Гертрёйденберг), чтобы взять на себя его функции. В это же время другой основной рукав Мааса, отходивший у Хёсдена, был отделён плотиной (и с тех пор называется Афгедамде-Маас — «отделённый плотиной Маас»), в результате чего течение Мааса оказалось отделено от рукавов Рейна. Как и многие другие старые русла рек в Нидерландах, Ауде-Маасье теперь получает воду с окрестных полей, а не из Мааса, однако связь с Маасом у него всё-таки сохранилась: он впадает в Бергсе-Маас в районе Гертрёйденберга.